# Len Pidduck
Leonard Bertie James „Len” Pidduck (ur. w styczniu 1926 w Dover, zm. 10 lutego 2014) – brytyjski zapaśnik. Olimpijczyk z Londynu 1948, gdzie zajął siódme miejsce w kategorii ponad 87 kg, w stylu klasycznym.
Mistrz Wielkiej Brytanii w 1949 i 1951 roku.

## Letnie Igrzyska Olimpijskie 1948
| Konkurencja           | Rundy eliminacyjne  | Rundy eliminacyjne         | Klas. końcowa |
| Konkurencja           | Przeciwnik I        | Przeciwnik II              | Miejsce       |
| --------------------- | ------------------- | -------------------------- | ------------- |
| +87 kg styl klasyczny | Tor Nilsson (SWE) P | Moritz Inderbitzin (SUI) P | 7.            |